# Komora (Chorwacja)
Komora – wieś w Chorwacji, w żupanii sisacko-moslawińskiej, w gminie Dvor. W 2011 roku liczyła 15 mieszkańców.